# Hydrologie isotopique
L'hydrologie isotopique est un domaine de l'hydrologie qui utilise la datation isotopique pour estimer l'âge et les origines de l'eau, ainsi que les mouvements dans le cycle hydrologique. Ces techniques sont utilisées dans la politique de gestion de l'eau, la cartographie des aquifères, la conservation des ressources en eau et le contrôle de la pollution. Elle remplace ou complète les méthodes antérieures de mesure de la pluie, du niveau des rivières et d'autres masses d'eau sur plusieurs décennies. 

## Explications
Les molécules d'eau portent un "système d'identification" unique, basé en partie sur des proportions différentes des isotopes d'oxygène et d'hydrogène qui constituent toute l'eau. Les isotopes sont des formes du même élément qui ont un nombre variable de neutrons dans leurs noyaux. 
L'air, le sol et l'eau contiennent principalement de l'oxygène 16 (16O). L'oxygène 18 (18O) se trouve dans environ un atome d'oxygène sur cinq cents et est un peu plus lourd que l'16O, car il possède deux neutrons supplémentaires. D'un point de vue énergétique simple, il en résulte une préférence pour l'évaporation de l'eau contenant le 16O, plus légère, et laissant une plus grande quantité d'18O  dans l'eau à l'état liquide (appelée fractionnement ). Ainsi, l’eau de mer a tendance à être plus riche en 18O et la pluie et la neige relativement appauvries en 18O. 
La datation au carbone 14 est également utilisée dans le cadre de l'hydrologie isotopique, car toute eau naturelle contient du dioxyde de carbone dissous. 

## Applications
Une application fréquemment citée implique l'utilisation d'isotopes stables pour déterminer l'âge de la glace ou de la neige, cela aide à indiquer les conditions climatiques du passé. La température globale moyenne plus élevée permettrait plus d'énergie et donc une augmentation de l'eau dans l'atmosphère 18O ; alors qu'une une quantité inférieure à la normale de 18O dans les eaux souterraines ou d'une couche de glace, impliquerait que l'eau ou la glace représente une origine d'évaporation durant des périodes climatiques plus fraîches ou même durant des périodes glaciaires. 
Une autre application concerne la séparation de l'écoulement des eaux souterraines et du débit de base de l'écoulement des cours d'eau dans le domaine du captage hydrologique (c'est-à-dire une méthode de séparation hydrographique). Étant donné que les précipitations dans chaque événement de pluie ou de neige ont une signature isotopique spécifique et que les signatures des eaux souterraines peuvent également être identifiées par échantillonnage de puits, la signature composite dans le cours d'eau indique à tout moment quelle partie du débit provient de l'écoulement terrestre et quelle partie provient de l'écoulement souterrain. 
Les isotopes stables dans la molécule d'eau sont également utiles pour rechercher les sources (ou proportion de sources) d'eau utilisées par les plantes,. 

## Utilisation actuelle
Le programme d'hydrologie isotopique de l'Agence internationale de l'énergie atomique (AIEA) aide les États en développement (y compris 84 projets dans plus de 50 pays) et crée un portrait détaillé des ressources en eau de la Terre. 
En Éthiopie, en Libye, au Tchad, en Égypte et au Soudan, l'Agence internationale de l'énergie atomique (AIEA) a eu recours à de telles techniques pour aider la politique de l'eau locale à traiter de l'eau fossile . 
Au Bangladesh, une crise de la pollution par l'arsenic que l'Organisation mondiale de la santé a qualifiée de "plus grande intoxication de masse d'une population de l'histoire" a été étudiée à l'aide de cette technique.